# Ron Welty
Ron Welty est né le 1er février 1971 à Long Beach (Californie). Il fut membre du groupe punk rock californien The Offspring en qualité de batteur de 1986 à 2003. Il décide de quitter The Offspring en plein enregistrement de l'album Splinter (2003). 
Il continue à jouer de la batterie dans les groupes Spinning Fish et Steady Ground.

## Discographie
- Avec The Offspring
  - The Offspring (1989)
  - Ignition (1992)
  - Smash (1994)
  - Ixnay on the Hombre (1997)
  - Americana (1998)
  - Conspiracy of One (2000)

- Avec Steady Ground
  - Jettison (2007)